# St. Josef (Karlsbach)

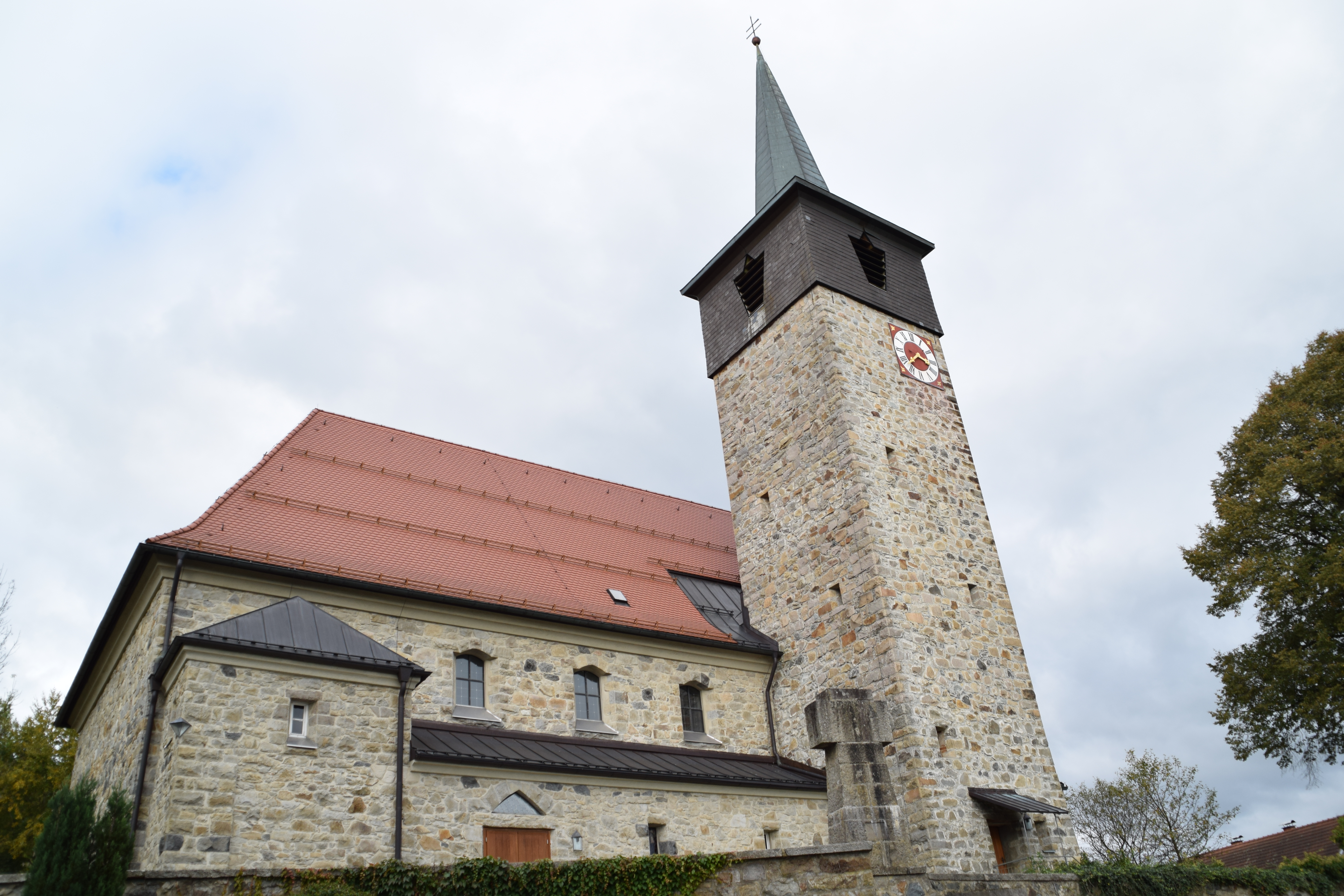
Pfarrkirche Karlsbach

Die Kirche St. Josef ist die Pfarrkirche der römisch-katholischen Pfarrei St. Josef (Pfarrverband Waldkirchen) in Karlsbach, einem Ortsteil der Stadt Waldkirchen in Niederbayern.

## Geschichte
Schon im 12. Jahrhundert existierte das Dorf Karlsbach im Land der Abtei, um 1250 wurde Karlsbach mit Raffelsberg, Lämmersreut und Werenain erstmals im Güterverzeichnis des Hochstiftes Passau erwähnt. Jahrhundertelang gehörte Karlsbach zur Pfarrei Waldkirchen. Am 4. September 1922 wurde Karlsbach eine Expositur von Waldkirchen und 1941 eine selbständige Pfarrei.

## Pfarrkirche St. Josef
Am 19. Juli 1922 vollzog der damalige Bischof von Passau Sigismund Felix die Grundsteinlegung. Am 23. September 1923 war Kirchweihtag. Bischof Sigismund Felix weihte die Kirche und feierte mit der Gemeinde den ersten Gottesdienst.

## Künstlerische Ausgestaltung
Architekt für die äußere und innere Gestaltung war Eberhard Finsterwalder. Das Altarrelief aus Holz schuf 1924 der Bildhauer Karl Knappe, München. Das Kunstwerk wurde bereits 1927 ersetzt und befindet sich jetzt in der Marienkapelle. 1924 wurden auch die beiden Seitenaltäre nach den Plänen des Architekten Finsterwalder errichtet. 1931 wurde das Altarrelief durch ein Relief des Künstlers Johann Lendner aus Spiegelau ersetzt. Die Kreuzwegstationen schuf 1924 der Kunstmaler Guntram Lautenbacher aus Regensburg.
1947 wurden die Seitenaltäre nach den Plänen des Architekten Lautenbacher neu errichtet; der Kunstmaler Franz Doll aus Düsseldorf schuf die Gemälde für die beiden Seitenaltäre: „Mariä Heimsuchung“ und „Gang nach Emmaus“ und den neuen Kreuzweg; das Gemälde des Hl. Karl Borromäus stammt ebenfalls von Franz Doll. 1948 wurde der Hochaltar von dem Bildhauer Otto Zirnbauer aus Passau neu errichtet; das Altarbild mit dem Patron der Kirche, dem Hl. Josef, stammt von Franz Doll. 1950 wurde der neue Kreuzweg geweiht, er stammt ebenfalls von Franz Doll.
1977 erfolgte eine Kirchenrenovierung. Nach den Richtlinien des II. Vatikanischen Konzils, das den Akzent auf die Mitfeier des Gottesdienstes als Wortgottesdienst und Eucharistiefeier durch die ganze Gemeinde legte, wurde durch den Künstler Wolf Hirtreiter (Frauenau, später München) ein neuer Altar und ein Ambo für die Verkündigung geschaffen. Am 19. Februar 1978 weihte Bischof Antonius Hofmann den neuen Altar. Das Bronzerelief am Altar stellt die vier Evangelisten dar; das Bronzerelief am Ambo das Wort Gottes, das – wie ein Samenkorn – in die Erde/in unser Herz fällt und Frucht bringt.
Im Jahre 2004 wurde die Kirche außen völlig neu renoviert: Ein neues Kirchendach und die Verfugung der Granitsteine.
2007 und 2008 wurde ein völlig neue Innenrenovierung durchgeführt: Renovierung der Bänke, neuer Boden, Farbgebung nach der Vorgabe von 1947; der Taufstein kam an den linken Seitenaltar, der ehemalige Taufort wurde zu einer kleinen Marienkapelle umgestaltet; die Sakristei wurde neu eingerichtet.
Die Orgel wurde 1923 von der Firma Weise, Plattling, nach den Plänen des Architekten Finsterwalder gebaut.

## Glocken
Die vier Glocken wurden von der Glockengießerei Hamm in Regensburg gegossen und am 19. Juli 1926 geweiht – in der Kriegszeit 1942 mussten die drei großen Glocken abgeliefert werden. Nur die Petrus Canisius–Glocke blieb. Am 21. August 1953 wurden drei neue Glocken in der Gießerei Perner, Passau, gegossen und am 27. September geweiht. Die Glocke, auf dis – gestimmt, trägt das Bild des Hl. Karl Borromäus und die Inschrift: „Hl. Karl Borromäus, Du besonnener Freund der Glocken, bitte für die dir anvertraute Pfarrgemeinde.“
Die Glocke, auf fis – gestimmt, die Angelus/Engel des Herrn–Glocke trägt das Marienbild und die Inschrift: „Maria, halte deine Hand über unser Bayernland.“
Die Glocke, auf gis – gestimmt, trägt das Bild des Kirchenpatrons St. Josef und die Inschrift: „St. Josef, hilf in jeder Not, o schenk uns einen selgen Tod.“
Die (alte) Glocke, auf h – gestimmt, ist dem Hl. Petrus Canisius gewidmet.